# Ga Kagoshima-Chūō

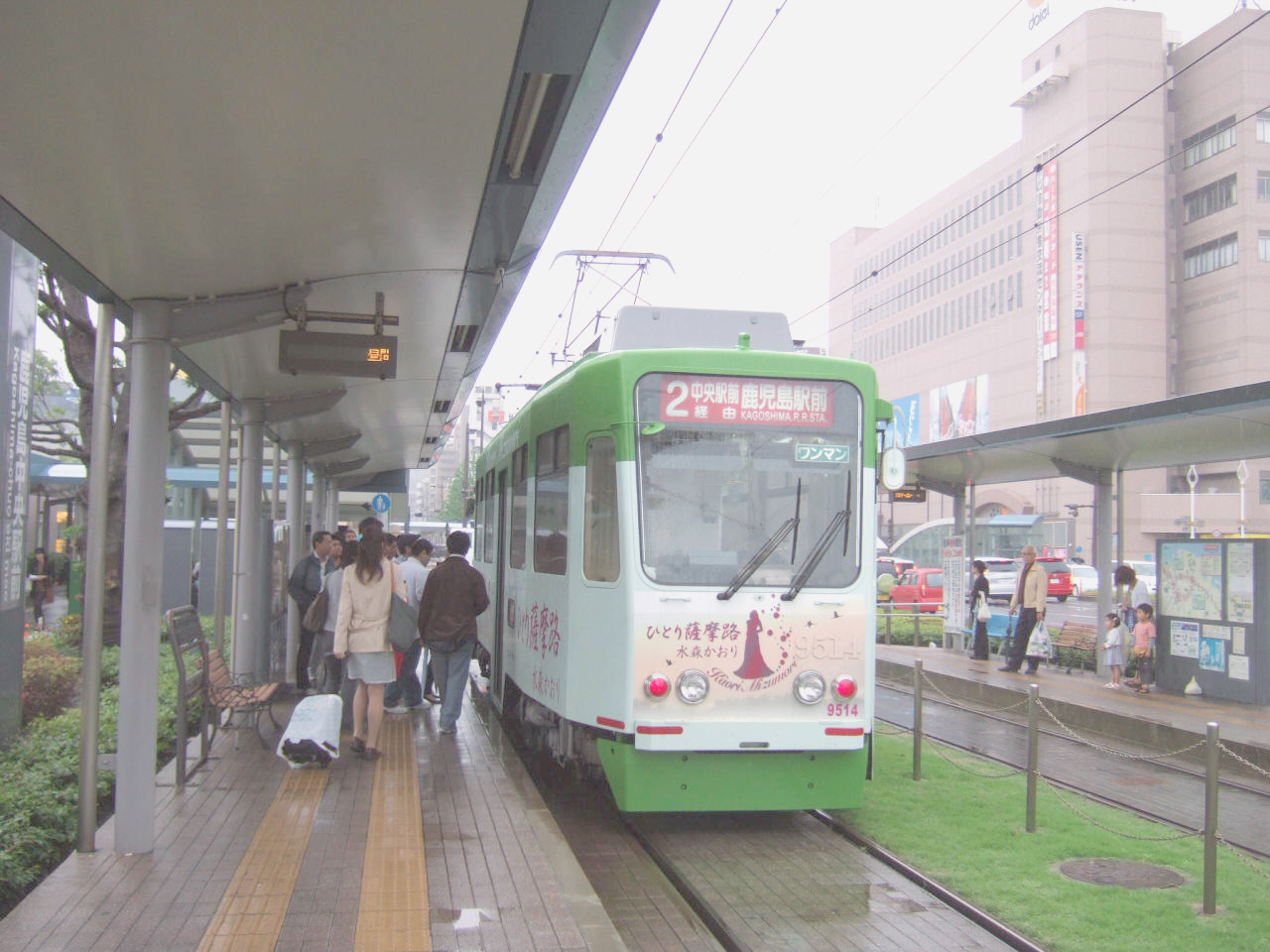
Kagoshima-Chūō Ekimae tram stop

Kagoshima-Chūō Station (鹿児島中央駅 (Lộc Nhi Đảo Trung Ương dịch) Kagoshima-Chūō-eki, lit: Nhà ga trung tâm Kagoshima) là nhà ga đường sắt chính ở Kagoshima, Nhật Bản, do JR Kyushu vận hành. Ga này là ga cuối phía nam của Kyushu Shinkansen và nằm trên Tuyến Kagoshima và Tuyến Ibusuki-Makurazaki. Trước khi tuyến Kyushu Shinkansen hoạt động năm 2004, nhà ga này có tên ga Nishi-Kagoshima (tây Kagoshima).
|  |  |  |  |

|  |  |  |  |

|  |  |  |  |

|  |  |  |  |

|  |  |  |  |

|  |  |  |  |

|  |  |  |  |

|  |  |  |  |

## Các ga lân cận
| ←                        |                   | Dịch vụ                                           |                   | →                 |
| Kyushu Shinkansen        | Kyushu Shinkansen | Kyushu Shinkansen                                 | Kyushu Shinkansen | Kyushu Shinkansen |
| ------------------------ | ----------------- | ------------------------------------------------- | ----------------- | ----------------- |
| Kumamoto                 | Kumamoto          | Mizuho                                            | Ga cuối           | Ga cuối           |
| Sendai                   | Sendai            | Tsubame Sakura                                    | Ga cuối           | Ga cuối           |
| Kagoshima Main Line      |                   |                                                   |                   |                   |
| Ga cuối                  | Ga cuối           | Tàu tốc hành Hayato no Kaze Tàu tốc hànhKirishima | Kagoshima         | Kagoshima         |
| Ijūin                    | Ijūin             | Limited express Sendai Express                    | Ga cuối           | Ga cuối           |
| Ijūin                    | Ijūin             | Tàu nhanh Ocean Liner Satsuma                     | Ga cuối           | Ga cuối           |
| Hiroki                   | Hiroki            | Local                                             | Kagoshima         | Kagoshima         |
| Tuyến Ibusuki Makurazaki |                   |                                                   |                   |                   |
| Ga cuối                  | Ga cuối           | Tàu tốc hành Ibusuki no Tamatebako                | Kiire             | Kiire             |
| Ga cuối                  | Ga cuối           | Tàu địa phương Tàu nhanh Nanohana                 | Kōrimoto          | Kōrimoto          |